# 艾莉緹之歌
《艾莉緹之歌》（英語：Arrietty's Song）是法國女性歌手賽西兒·柯貝爾在2010年發表的個人生涯第一張音樂單曲作品，並為同年吉卜力工作室動畫《借物少女艾莉緹》的片尾曲。

## 歌曲概要
作品的內容是柯貝爾基於動畫中的女主角艾莉緹的個性、平時的生活、心中所嚮往的世界3個方向所構思完成的。此曲除了是吉卜力工作室系列動畫中首次由非日本人所演唱的片尾曲外，亦是柯貝爾首次以日本語的方式來挑戰演唱的作品。而歌曲在動畫上映前一年的12月中旬便開始在iTunes Store上發佈。
單曲收錄的B面歌曲《荒棄的庭園》，則採用在《借物少女艾莉緹》中作為動畫的開頭曲。

## 收錄歌曲
1.艾莉緹之歌
日文歌詞：伊平容子／作曲：賽西兒·柯貝爾、Simon Caby／編曲：賽西兒·柯貝爾、Simon Caby
2.艾莉緹之歌
※英語版
3.荒棄的庭園
作詞：賽西兒·柯貝爾／作曲：賽西兒·柯貝爾、Simon Caby／編曲：賽西兒·柯貝爾、Simon Caby
4.艾莉緹之歌
※演奏版

## 收錄專輯
- 借物少女艾莉緹印象專輯：2010年4月7日發行。
- 借物少女艾莉緹原聲帶：2010年7月14日發行。

## 翻唱者
- 鄧紫棋：收錄在粵語版《借物少女艾莉緹》電影中，歌詞由鄧紫棋本人改寫。[5]
- 美吉田月：收錄2010年8月31日專輯。
- Imaginary Flying Machines：收錄2011年4月13日專輯《Princess Ghibli》、死亡金屬音樂版本翻唱。